# Avellanosa de Muñó
Avellanosa de Muñó è un comune spagnolo di 114 abitanti situato nella comunità autonoma di Castiglia e León.

## Località
Il comune comprende le seguenti località:
- Avellanosa de Muñó (capoluogo)
- Paúles del Agua
- Pinedillo
- Torrecitores